# Jean-Charles Gicquel
Jean-Charles Gicquel (* 24. února 1967, Ploërmel, Bretaň) je bývalý francouzský atlet, jehož specializací byl skok do výšky.
V roce 1989 získal zlatou medaili na Frankofonních hrách v marocké Casablance. Na ME v atletice 1990 ve Splitu neprošel kvalifikací. V roce 1993 získal zlato na Středomořských hrách v Narbonne a na MS v atletice ve Stuttgartu obsadil ve finále výkonem 225 cm 11. místo. O rok později vybojoval stříbrnou medaili na halovém ME v Paříži, kde překonal 235 cm, což je dodnes francouzský rekord. Na evropském šampionátu v Helsinkách v témže roce obsadil společně s Daltonem Grantem deváté místo.

## Osobní rekordy
- hala - 235 cm - 13. březen 1994, Paříž
- venku - 233 cm - 10. červenec 1994, Eberstadt